# Cătălin Itu
Cătălin Itu, né le 26 octobre 1999 à Dej, est un footballeur roumain  qui évolue au poste de milieu de terrain au CFR Cluj.

## Biographie

### En sélection
Cătălin Itu joue son premier match avec les espoirs le 4 septembre 2020 contre le Finlande.